# Lavatera olbia
El malvavisco rizado (Lavatera olbia)  es un arbusto de la familia de las malváceas.
- Nota: La especie ha sido transferida al género Althaea, ya en el año 1891, y es entonces considerada como un mero sinónimo y el basiónimo de Althaea olbia.[1]

## Descripción
Arbusto persistente, de hasta 2 m de altura. Tallo erecto, semileñoso, con frecuencia violeta amarronado, partes más jóvenes tomentosas, con pelos ásperos y estrellados. Hojas alternas, largamente pecioladas, en total hasta 15 cm de largo, con ambas caras pubescentes. Las inferiores más o menos redondeadas, las superiores ovaladas, puntiagudas con 3-5 lóbulos, el terminal más largo. Flores de 1,5-3 cm de ancho, cortamente pedunculadas, solitarias en las axilas de las hojas, formando una inflorescencia larga, en forma de espiga. 5 sépalos, de 10-14 mm de largo, estrechamente ovalados, puntiagudos, rodeados por 3 sépalos del epicáliz igual de largos, más anchos, sólo unidos por la base. 5 pétalos, rosa hasta púrpuras. 18 mericarpos tomentosos o hirsutos, amarillentos al madurar.

## Distribución y hábitat
Mediterráneo occidental desde Portugal y el noroeste de África hasta la Italia peninsular y Sicilia. Naturalizada en Inglaterra.
Crece en lugares húmedos, setos, márgenes de campos, orillas de ríos y arroyos, arenas costeras y sobre suelos calcáreos.
Florece en primavera.

## Importancia económica y cultural
Usos
Este arbusto se cultiva extensamente en jardines y a veces se encuentra naturalizado en el este del Mediterráneo.

## Citología
Número de cromosomas de Lavatera olbia (Fam. Malvaceae) y táxones infraespecíficos:
2n=42.

## Sinonimia
- Althaea olbia (L.) Kuntze, Revis. Gen. Pl., 1: 66, 1891.[1]

## Nombres comunes
- Castellano: malvavisco, malvavisco rizado.[5]